# Eric Brown (Autor)
Eric Brown (* 24. Mai 1960 in Haworth, West Yorkshire; † 21. März 2023) war ein britischer Science-Fiction- und Jugendbuch-Autor.

## Auszeichnungen
- 1989 Interzone Readers Poll für The Time-Lapsed Man in der Kategorie „Fiction“
- 1993 Interzone Readers Poll für Epsilon Dreams in der Kategorie „Fiction“
- 1995 Interzone Readers Poll für Downtime in the MKCR in der Kategorie „Fiction“
- 1997 Interzone Readers Poll für Appassionata in der Kategorie „Fiction“
- 1997 Interzone Readers Poll für The Spacetime Pit in der Kategorie „Fiction“
- 1997 Interzone Readers Poll für Sugar and Spice in der Kategorie „Fiction“
- 1998 Interzone Readers Poll für Eye of the Beholder in der Kategorie „Fiction“
- 2000 British Science Fiction Association Award für Hunting the Slarque als beste Kurzgeschichte
- 2000 Interzone Readers Poll für Hunting the Slarque in der Kategorie „Fiction“
- 2002 British Science Fiction Association Award für The Children of Winter als beste Kurzgeschichte
- 2002 Interzone Readers Poll für The Frankenberg Process in der Kategorie „Fiction“

## Bibliografie
Wird bei Übersetzungen von Kurzgeschichten als Quelle nur Titel und Jahr angegeben, so findet sich die vollständige Angabe bei der entsprechenden Sammelausgabe.

### Serien
Die Serien sind nach dem Erscheinungsjahr des ersten Teils geordnet.
Engineman / Nada-Kontinuum
- The Girl Who Died for Art and Lived (in: Interzone, #22 Winter 1987)
  - Deutsch: Das Mädchen, das für die Kunst starb, um zu leben. Übersetzt von Brigitte Gruse. In: Eric Brown: Pithecanthropus Blues. 1993.
- Krash-Bangg Joe and the Pineal-Zen Equation (in: Interzone, #21 Autumn 1987; auch: The Pineal-Zen Equation, 2010)
  - Deutsch: Karacho Joe und die Epiphyse-Zen-Gleichung. Übersetzt von Vincenzo Benestante. In: Wolfgang Jeschke (Hrsg.): Die Zeitbraut. Heyne Science Fiction & Fantasy #4990, 1993, ISBN 3-453-06210-8.
- The Time-Lapsed Man and Other Stories (1987)
  - Deutsch: Pithecanthropus Blues. Übersetzt von Brigitte Gruse und Vincenzo Benestante. Heyne SF&F #5089, München 1993, ISBN 3-453-07256-1.
- Big Trouble Upstairs (in: Interzone, #26 November-December 1988)
  - Deutsch: Große Probleme da unten. Übersetzt von Brigitte Gruse. In: Eric Brown: Pithecanthropus Blues. 1993.
- The Time-Lapsed Man (in: Interzone, #24 Summer 1988)
  - Deutsch: Der Mann, der aus der Zeit sank. Übersetzt von Brigitte Gruse. In: Eric Brown: Pithecanthropus Blues. 1993.
- The Art of Acceptance (in: Strange Plasma, #1, 1989)
- Elegy Perpetuum (in: Interzone, #52 October 1991)
- The Phoenix Experiment (in: The Lyre, Spring 1991)
- Star of Epsilon (in: R.E.M #1, Spring/Summer 1991)
- Engineman (Roman, 1994)
  - Deutsch: Das Nada-Kontinuum. Übersetzt von Yoma Cap. Heyne Science Fiction & Fantasy #5979, 1998, ISBN 3-453-14008-7.
- Engineman (Sammelausgabe des Romans und der Erzählungen, 2010)

Telemass Future History
- Piloting (in: Interzone, #44 February 1991)
  - Deutsch: Die Pilotin. Übersetzt von Irene Bonhorst und anderen. In: Wolfgang Jeschke (Hrsg.): Die Pilotin. Heyne Science Fiction & Fantasy #5160, 1994, ISBN 3-453-07775-X.
- Meridian Days (1992)
  - Deutsch: Tage auf Meridian. Übersetzt von Brigitte Gruse. Heyne SF&F #5088, München 1994, ISBN 3-453-07255-3.
- Song of Summer (1995, in: Eric Brown: Blue Shifting)

Ben Henderson:
- Star-Crystals and Karmel (in: Interzone, #31 September-October 1989)
  - Deutsch: Karmel und die Sternkristalle. Übersetzt von Vincenzo Benestante. In: Wolfgang Jeschke (Hrsg.): Die Menagerie von Babel. Heyne Science Fiction & Fantasy #4920, 1992, ISBN 3-453-05842-9.
- The Pharagean Effect (in: Interzone, #41 November 1990)
  - Deutsch: Der pharageanische Effekt. Übersetzt von Uwe Luserke. In: Wolfgang Jeschke (Hrsg.): Der Fensterjesus. Heyne Science Fiction & Fantasy #4880, 1992, ISBN 3-453-05396-6.
- Epsilon Dreams (in: Interzone, #59 May 1992)

Sapphire Oasis:
- The Death of Cassandra Quebec (1990, in: David Garnett (Hrsg.): Zenith 2)
- The Crimes of Domini Duvall (in: Science Fiction Age, May 2000)
- The Sins of Edward Veron (2014, in: Eric Brown: Strange Visitors)

The Telemass Quartet:
- 1 Famadihana on Fomalhaut IV (2014)
- 2 Sacrifice on Spica III (2014)
- 3 Reunion on Alpha Reticuli II (2016)
- 4 Exalted on Bellatrix 1 (2017)
- Telemass Coda (2019)
- The Telemass Quartet (Sammlung, 2019)

Tartarus
- 1 Destiny on Tartarus (2000, in: Spectrum SF, #2 April)
- 2 A Prayer for the Dead (in: Interzone, #96 June 1995)
- 3 The Eschatarium at Lyssia (in: Interzone, #122 August 1997)
- 4 The Ultimate Sacrifice (2000, in: Spectrum SF, #4 November)
- 5 The People of the Nova (in: Interzone, #150 December 1999)
- 6 Vulpheous (in: Interzone, #129 March 1998)
- 7 Hunting the Slarque (in: Interzone, #141 March 1999)
- 8 Dark Calvary (in: Science Fiction Age, January 1999)
- The Fall of Tartarus (2004)

Kéthani Stories
- Ferryman (1997, in: David Garnett (Hrsg.): New Worlds)
- Onward Station (in: Interzone, #135 September 1998)
- The Kéthani Inheritance (2001, in: Spectrum SF, #7 November)
- Thursday’s Child (2002, in: Spectrum SF, #9 November)
- The Wisdom of the Dead (in: Interzone, #186 February 2003)
- A Choice of Eternities (2004, in: Postscripts, #1 Spring)
- A Heritage of Stars (2005, in: Peter Crowther (Hrsg.): Constellations: The Best of New British SF)
- The Touch of Angels (2006, in: Eric Brown: Threshold Shift)
- The Farewell Party (2007, in: George Mann (Hrsg.): The Solaris Book of New Science Fiction)
- Coda: Diaspora (2008, in: Eric Brown: Kéthani)
- Matthew’s Passion (2008, in: Eric Brown: Kéthani; mit Tony Ballantyne)
- Prelude: The Coming of the Kéthani (2008, in: Eric Brown: Kéthani)
- Kéthani (Sammlung, 2008)

The Virex Trilogy
- 1 New York Nights (2000)
- 2 New York Blues (2002)
- 3 New York Dreams (2004)

The Kings of Eternity
- The Kings of Eternity (in: Science Fiction Age, January 2000)
- The Blue Portal (2 Teile in: Interzone, #180 June-July 2002  ff.)
- The Kings of Eternity (Roman, 2011)

Bengal Station
- Bengal Station (2004)
- Necropath (2008)
- Cosmopath (2009)
- Xenopath (2009)
- Bengal Blues (2010, in: Eric Brown: The Angels of Life and Death)

Helix
- 1 Helix (2007)
- 2 Helix Wars (2012)

Starship Seasons (Erzählungen)
- 1 Starship Summer (2007)
- 2 Starship Fall (2009)
- 3 Starship Winter (2012)
- 4 Starship Spring (2012)
- 5 Starship Coda (2016)
- Starship Seasons (Sammlung, 2013)

Salvageman Ed
- Three’s a Crowd (in: Thrilling Wonder Stories, Summer 2007)
- Cold Testing (in: Asimov’s Science Fiction, June 2009)
- Salvage Rites (2009, in: Peter Crowther (Hrsg.): We Think, Therefore We Are)
- Dissimulation Procedure (2010, in: Ian Whates (Hrsg.): Conflicts)
- Laying the Ghost (in: Clarkesworld Magazine Podcast, October 2010)
- The Soul of the Machine (2011, in: Ian Whates (Hrsg.): Further Conflicts)
- End Game (2013, in: Eric Brown: Salvage)
- Incident on Oblomov (2013, in: Eric Brown: Salvage)
- The Manexan Exodus (2013, in: Eric Brown: Salvage)
- Salvaging Pride (2013, in: Eric Brown: Salvage)
- To All Appearances (2013, in: Eric Brown: Salvage)
- Salvage (Sammlung, 2013)

Weird Space (Romane)
- 1 The Devil’s Nebula (2012)
- 2 Satan’s Reach (2013)
- 3 The Baba Yaga (2015; mit Una McCormack)

Langham and Dupre Mystery
- 1 Murder by the Book (2013)
- 2 Murder at the Chase (2014)
- 3 Murder at the Loch (2016)
- 4 Murder Take Three (2017)
- 5 Murder Takes a Turn (2018)
- 6 Murder Served Cold (2018)
- 7 Murder by Numbers (2020)

Jani / Multiplicity
- 1 Jani and the Greater Game (2014)
- 2 Jani and the Great Pursuit (2016)

Binary System
- 1 Binary (2016)
- 2 System (2017)
- Binary System (Sammelausgabe von 1 und 2, 2017)

The Kon-tiki Quartet (mit Keith Brooke)
- 1 Dislocations (2018)
- 2 Parasites (2018)
- 3 Insights (2019)

### Einzelromane
- Penumbra (1999)
- Twocking (2001)
- Firebug (2002)
- British Front (2005)
- Space Ace (2005)
- Crazy Love (2006)
- An Alien Ate Me for Breakfast (2007)
- Revenge (2007)
- Kethani (2008)
- Race Against Time (2008)
- A Dinosaur Ate My Socks (2009)
- Guilty? (2009)
- Guardians of the Phoenix (2010)
- The Serene Invasion (2013)
- Salvage (2013)
- Serene Invasion (2013)
- Buying Time (2018)
- The Martian Simulacra (Sequel zu Der Krieg der Welten, 2018)
- The Martian Menace (Reihe Further Adventures of Sherlock Holmes, 2020)

### Sammlungen
- Blue Shifting (1995)
- Parallax View (2000; mit Keith Brooke)
- Deep Future (2001)
- Threshold Shift (2006)
- The Angels of Life and Death (2010)
- Ghostwriting (2012)
- Conflicts (2012; mit Neal Asher und Keith Brooke)
- Rites of Passage (2014)
- Strange Visitors (Imaginings #8, 2014)
- Microcosms (2017; mit Tony Ballantyne)
- The Spacetime Pit Plus Two (2018; mit Stephen Baxter)
- The Disciples of Apollo (2019)
- The Ice Garden & Other Stories (2019)

### Kurzgeschichten
1988:
- The Karma Kid Transcends (in: Opus Quarterly, #5, Spring 1988)
  - Deutsch: Das Karmakind transzendiert. Übersetzt von Brigitte Gruse. In: Eric Brown: Pithecanthropus Blues. 1993.

1989:
- The Disciples of Apollo (1989, in: Christopher Evans und Robert Holdstock (Hrsg.): Other Edens III)

1990:
- The Meaning of Life (1990, in: Rob Meades und David B. Wake (Hrsg.): Drabble II – Double Century)
- The Inheritors of Earth (1990, in: Eric Brown: The Time-Lapsed Man and Other Stories)
  - Deutsch: Die Erben der Erde. Übersetzt von Brigitte Gruse. In: Eric Brown: Pithecanthropus Blues. 1993.

1991:
- The Nilakantha Scream (in: Interzone, #48 June 1991)

1992:
- Crystals (in: New Moon #2, January 1992)

1993:
- Paramathea (in: Interzone, #72 June 1993)
  - Deutsch: Paramathea. Übersetzt von Ingrid Herrmann. In: Wolfgang Jeschke (Hrsg.): Riffprimaten. Heyne Science Fiction & Fantasy #5390, ISBN 978-3-453-09454-3.

1994:
- Downtime in the MKCR (in: Interzone, #83 May 1994)
- Pithecanthropus Blues (1994)
  - Deutsch: Pithecanthropus Blues. Übersetzt von Brigitte Gruse. In: Eric Brown: Pithecanthropus Blues. 1993.

1995:
- Sunfly (in: Interzone, #100 October 1995; mit Stephen Baxter)
- Blue Shifting (1995, in: Eric Brown: Blue Shifting)

1996:
- The Thallian Intervention (in: The Edge, Vol. 2, #2, February-March 1996)
- The Spacetime Pit (in: Interzone, #107 May 1996; mit Stephen Baxter)
- Appassionata (in: Interzone, #109 July 1996; mit Keith Brooke)
- Status Extinct (1996, in: Mike Ashley (Hrsg.): Space Stories)
- Sugar & Spice (in: Interzone, #112 October 1996; auch: Sugar and Spice, 2007; mit Keith Brooke)

1997:
- A World of Difference (1997, in: Wendy Cooling (Hrsg.): Aliens to Earth)
- Eye of the Beholder (in: Interzone, #119 May 1997)
- Skyball (in: The Edge, Vol. 2, #5, August-September 1997)
- The Vanishing of the Atkinsons (1997, in: Mike Ashley (Hrsg.): The Mammoth Book of New Sherlock Holmes Adventures)
- When the VR-Bookatron Went Wrong (1997, in: Wendy Cooling (Hrsg.): Out of This World: Stories of Virtual Reality)
- Under Antares (in: Interzone, #126 December 1997; mit Keith Brooke)
- Untouchable (in: Web #4, 1997)
  - Deutsch: Die Unberührbaren. In: Stephen Baxter, Stephen Bowkett, Eric Brown, Maggie Furey, Peter F. Hamilton, Graham Joyce (Hrsg.): The Web. Bastei Lübbe (Bastei-Lübbe SF Special #24256), 1998, ISBN 3-404-24256-4.

1998:
- Deep Future (in: Science Fiction Age, July 1998)
- Venus Macabre (in: Aboriginal Science Fiction, Winter 1998)

1999:
- The Flight of the Oh Carollian (in: Interzone, #145 July 1999; mit Keith Brooke)
- Steps Along the Way (1999, in: Peter Crowther (Hrsg.): Moon Shots)
- Kathmandu Blues (in: The Edge, Vol. 3, #2, 1999)
- Walkabout (in: Web #12, 1999)

2000:
- The Denebian Cycle (in: Interzone, #152 February 2000; mit Keith Brooke)
- Mind’s Eye (2000, in: Spectrum SF, #1 February; mit Keith Brooke)
- Green-Eyed Monster (2000, in: Spectrum SF, #2 April; mit Stephen Baxter)
- The Miracle at Kallithéa (2000, in: Spectrum SF, #3 July)
- Beauregard (2000, in: Stephen Jones und David Sutton (Hrsg.): Dark Terrors 5: The Gollancz Book of Horror)
- Parallax View (2000; mit Keith Brooke)

2001:
- The Children of Winter (in: Interzone, #163 January 2001)
- The Angels of Life and Death (2001, in: Spectrum SF, #5 February)
- A Writer’s Life (2001)
- Ascent of Man (in: Interzone, #167 May 2001)
- Instructions for Surviving the Destruction of Star-Probe X-11–57 (2001, in: Spectrum SF, #6 July)
- The Frankenberg Process (in: Interzone, #171 September 2001)

2002:
- The Brightest Day (in: Black Petals, Winter 2002)
- The Trees of Terpsichore Three (2002, in: Spectrum SF, #8 May; mit Michael G. Coney)
- Ulla, Ulla (2002, in: Mike Ashley (Hrsg.): The Mammoth Book of Science Fiction)
  - Deutsch: Ulla, Ulla. Übersetzt von Tommi Brem. In: Nova, #8. Books on Demand, 2005, ISBN 3-8334-3445-7.
- Myths of the Martian Future (2002, in: Peter Crowther (Hrsg.): Mars Probes)

2003:
- The Frozen Woman (in: Interzone, #190 July-August 2003)
- Sol-Zeta Five (in: Black Petals #24, Summer 2003; mit Gail Davis)
- Li Ketsuwan (in: The Third Alternative #34, Spring 2003)

2004:
- Approaching Omega (2004)
- Dead Star (2004, in: Philip Harbottle (Hrsg.): Fantasy Adventures #11)

2005:
- Six Weeks in a Balloon (2005, in: Mike Ashley und Eric Brown (Hrsg.): The Mammoth Book of New Jules Verne Adventures)
  - Deutsch: Sechs Wochen im Ballon. Übersetzt von Beke Ritgen. In: Mike Ashley und Eric Brown (Hrsg.): Rückkehr zum Mittelpunkt der Erde. Bastei-Lübbe Fantasy #20548, 2006, ISBN 3-404-20548-0.
- The Extraordinary Voyage of Jules Verne (2005)
- British Front (2005)
- Life Beyond… (in: Postscripts, Summer 2005)

2006:
- Terrortory (in: Fusing Horizons, #5 2006)
- The Man Who Never Read Novels (in: Cemetery Dance, #54, 2006)
- The Tapestry of Time (2006, in: Philip Harbottle (Hrsg.): Fantasy Adventures #12)
- Memory of Joy (2006, in: Christopher Teague (Hrsg.): Choices)

2007:
- New York Games (in: Hub, #3 April 20, 2007)
- In Transit (2007, in: Keith Brooke und Eric Brown: Parallax View; mit Keith Brooke)

2008:
- Op Day (2008, in: Philip Harbottle (Hrsg.): Fantasy Adventures #13)
- The Sin of Edward Veron (2008, in: Philip Harbottle (Hrsg.): Fantasy Adventures #13)
- Uncertain World (2008, in: Philip Harbottle (Hrsg.): Fantasy Adventures #13)
- Sunworld (2008, in: George Mann (Hrsg.): The Solaris Book of New Science Fiction)
- State Secret (in: Postscripts, Summer 2008)
- Ghostwriting (in: Cemetery Dance, #59, 2008)

2009:
- Taipusan (in: Cemetery Dance, #60, 2009)
- The Rest Is Speculation (2009, in: Mike Ashley (Hrsg.): The Mammoth Book of Mindblowing SF)
- In the Recovery Room (in: Nature, December 10, 2009)
- Gilbert and Edgar on Mars (2009)

2010:
- Guardians of the Phoenix (2010, in: Mike Ashley (Hrsg.): The Mammoth Book of Apocalyptic SF)
- The Human Element (2010, in: Peter Crowther und Nick Gevers (Hrsg.): The Company He Keeps (Postscripts 22/23))

2011:
- In Pursuit of Chuchunaa (2011, in: Ian Whates (Hrsg.): Fables from the Fountain)
- Soul (2011, in: Ian Whates (Hrsg.): Now We Are 5)
- The House (2011, in: Jonathan Oliver (Hrsg.): House of Fear: An Anthology of Haunted House Stories)
- Eternity’s Children (2011, in: Ian Whates (Hrsg.): Solaris Rising: The New Solaris Book of Science Fiction; mit Keith Brooke)
- Bukowski on Mars, with Beer (2011, in: Andy Remic und Wayne Simmons (Hrsg.): Vivisepulture)
- Differences (2011, in: Albedo One, #41)

2012:
- The Scribe of Betelgeuse V (2012, in: Peter Crowther und Nick Gevers (Hrsg.): Unfit for Eden: Postscripts 26/27)
- Visiting Planet Earth (in: Daily Science Fiction, January 2012)
- The Memory of Joy (2012, in: Eric Brown: Ghostwriting)
- Space Ace (2012)
- Saleema and the Spheretrix (2012, in: Eric Brown: The Angels of Life and Death)

2013:
- Diamond Doubles (in: Daily Science Fiction, July 2013)
- Iris and the Caliphate (2013, in: Stuart Douglas (Hrsg.): Iris Wildthyme: 15)

2014:
- The Alien Tithe (in: Daily Science Fiction, March 2014)
- People of Planet Earth (2014, in: Eric Brown: Strange Visitors)
- P.O.O.C.H. (2014, in: Eric Brown: Strange Visitors)
- The Tragic Affair of the Martian Ambassador (2014, in: Eric Brown: Strange Visitors)
- Bartholomew Burns and the Brain Invaders (2014, in: Eric Brown: Rites of Passage)
- Beneath the Ancient Sun (2014, in: Eric Brown: Rites of Passage)
- The End of the World (2014, in: Ian Whates (Hrsg.): Paradox; mit Keith Brooke)

2015:
- Fixation Morbidity (in: Daily Science Fiction, November 2015)

2016:
- Beyond the Heliopause (in: Lightspeed, January 2016; mit Keith Brooke)
- Ten Sisters (2016, in: Ian Whates (Hrsg.): Now We Are Ten: Celebrating the First Ten Years of NewCon Press)
- The Hunt (in: Daily Science Fiction, October 2016)

2017:
- Acknowledgements (2017, in: Tony Ballantyne und Eric Brown (Hrsg.): Microcosms)
- Aesthetic Appreciation on Asperex (2017, in: Tony Ballantyne und Eric Brown (Hrsg.): Microcosms)
- Children of Earth (2017, in: Tony Ballantyne und Eric Brown (Hrsg.): Microcosms)
- Dead Reckoning (2017, in: Tony Ballantyne und Eric Brown (Hrsg.): Microcosms)
- Guns-U-Like (2017, in: Tony Ballantyne und Eric Brown (Hrsg.): Microcosms)
- The History of Earth (2017, in: Tony Ballantyne und Eric Brown (Hrsg.): Microcosms)
- Meeting Myself on Planet Earth (2017, in: Tony Ballantyne und Eric Brown (Hrsg.): Microcosms)
- Memorial (2017, in: Tony Ballantyne und Eric Brown (Hrsg.): Microcosms)
- The Oth (2017, in: Tony Ballantyne und Eric Brown (Hrsg.): Microcosms)
- Reductio ad absurdum (2017, in: Tony Ballantyne und Eric Brown (Hrsg.): Microcosms)
- Some Notes on Owning a Human: Ten Brief Observations (2017, in: Tony Ballantyne und Eric Brown (Hrsg.): Microcosms)
- Under the Surface (2017, in: Laura Jamez und Marissa Ames (Hrsg.): In Creeps the Night)
- Targets (in: Shoreline of Infinity, Issue 8, Summer 2017)
- Dear LZ-75–53b (in: Daily Science Fiction, November 2017)
- The Ice Garden (2017, in: Gary S. Dalkin (Hrsg.): Improbable Botany)

2018:
- Varah (in: Daily Science Fiction, September 2018)

2019:
- Conway and the Almarans (2019, in: Eric Brown: The Ice Garden & Other Stories)
- Dimensions of Deceit (2019, in: Eric Brown: The Ice Garden & Other Stories)
- Going (2019, in: Eric Brown: The Ice Garden & Other Stories)
- Running the Asylum (2019, in: Eric Brown: The Ice Garden & Other Stories)
- Zarla’s World (2019, in: Eric Brown: The Disciples of Apollo)

### Anthologien
- The Mammoth Book of New Jules Verne Adventures (2005; mit Mike Ashley)
  - Deutsch: Rückkehr zum Mittelpunkt der Erde. Bastei-Lübbe Fantasy #20548, 2006, ISBN 3-404-20548-0.